# Excursions daguerrianes
Les Excursions daguerrianes (Excursions daguerriennes: vues et monuments les plus remarquables du Globe, en francès) és el títol d'un àlbum de litografies constituït per 114 làmines en dos volums que va ser publicat a París per l'òptic francès Nöel Lerebours. Els daguerrotips originals van començar a reunir-se a partir de novembre de 1839 per H. Vernet i Frédéric Goupil Fesquet, completant-se entre els anys 1840 i 1844.
Els volums van ser venuts per subscripció i en diversos lliuraments successius, aconseguint un gran èxit comercial. Si bé la idea original suposava la contractació de diversos fotògrafs per ser enviats pels quatre continents a fi de captar les vistes i monuments més significatius del món, la publicació definitiva, més modesta, estava composta per cent catorze vistes captades a Europa, nord d'Àfrica i l'est mitjà de Nord-amèrica per l'equip de fotògrafs enviats a aquest efecte. Els temes recollits eren completats pel gravador amb núvols, personatges, vaixells, carruatges i animals. Entre elles hi ha dues vistes de la Alhambra i una de Sevilla.
En la presa de les imatges van participar els fotògrafs Frédéric Goupil Fesquet, Pierre Gustave Joly de Lotbiniére, Hugh Lee Pattinson, entre d'altres. Com a il·lustrador de les làmines destaca la figura de Charles François Daubigny.
Havent donat compte de les limitacions tècniques del moment que impedien treure còpies de les fotografies, el gravador copiava la fotografia de forma molt detallada i del gravat al aguatinta obtingut es feien les còpies. No obstant això, hi ha tres imatges que sí varen ser reproduïdes de forma fotomecánica, empleant un procediment molt rudimentari ideat per Hippolyte Fizeau que no va arribar a imposar-se per les seves dificultats i limitacions.
La idea que precedeix les Excursions daguerrianas es troba així mateix en la pintura romàntica de l'època que venia recorrent a la representació d'aquests paisatges en semblants termes estètics.